# The Adventures of Justine
The Adventures of Justine (em português: As Aventuras de Justine ou simplesmente Justine) é uma série de filmes eróticos produzida pela Alain Siritzky Productions, tendo a atriz Daneen Boone como a heroína Justine.
A série tornou-se amplamente conhecida no Brasil devido aos reprises da Rede Bandeirantes no Cine Privê (seção de filmes pornográficos exibidos nas madrugadas de sábado para domingo).

## Enredo
Justine é uma estudante e adolescente precoce e o Professor Robson é membro do corpo docente da "Topacre Academy" para jovens superdotados. Justine, assim como outras moças, se apaixona pelo professor.
Em cada episódio Justine e o professor envolvem-se em aventuras arqueológicas à la Indiana Jones, com bandidos tentando roubar algum artefato antigo, mas, obviamente, estando mais interessados em raptar Justine para manterem relações sexuais com ela. Entretanto Justine sempre consegue, de uma forma ou de outra, se safar e permanecer virgem. A maioria dos episódios concluem com a sugestão de que a aventura foi simplesmente um sonho, devaneio ou fantasia erótica de Justine.

## Elenco
- Daneen Boone - Justine Wilkinson
- Timothy Di Pri - Professor Paul Robson
- Kimberly Rowe - Ursula
- Jennifer Behr - Madame Souvray
- Jane Stowe - Darcy
- Michael Adrew - Robert Wilkenson
- Ashlie Rhey - Carlotta Bane
- Jane Mun - Li
- P.S. Sono - Karl
- Marla Cotovsky - Senhora MacDonald

## Lista de episódios
| \| Titulo (original) \| Título (em português) \| Ano \| Diretor \| Escritor \| \| ------------------------- \| ---------------------------- \| ---- \| ------------- \| ---------------- \| \| Exotic Liaisons \| Fantasias Eróticas[2] \| 1995 \| Kevin Alber \| \| \| A Private Affair \| Sequestrada para o Prazer[3] \| 1995 \| Kevin Alber \| Brian Clemens \| \| Wild Nights \| "Noites Selvagens" \| 1995 \| Kevin Alber \| Noel Harrison \| \| Crazy Love \| Rituais do Sexo[4] \| 1995 \| Kevin Alber \| Noel Harrison \| \| Seduction of Innocence \| O Prazer da Sedução[5] \| 1996 \| Lev Spiro \| Lev Spiro \| \| In the Heat of Passion \| Escrava Sexual[6] \| 1996 \| David Cove \| Edward Laraby \| \| Object of Desire \| Flashbacks Eróticos[7] \| 1996 \| L. L. Shapira \| \| \| A Midsummer Night's Dream \| Sonhos Eróticos[8] \| 1997 \| David Cove \| Thomas Roberdeau \| - Cine Band Privé 1. 2. 3. 4. 5. 6. 7. 8. - Justine: Crazy Love. no IMDb. - Justine: Exotic Liaisons. no IMDb. - Justine: A Private Affair. no IMDb. - Justine: Wild Nights. no IMDb. - Justine: Seduction of Innocence. no IMDb. - Justine: In the Heat of Passion. no IMDb. - Justine: A Midsummer Night's Dream. no IMDb. |                           |      |               |                  |
| Titulo (original) | Título (em português)     | Ano  | Diretor       | Escritor         |
| Exotic Liaisons | Fantasias Eróticas        | 1995 | Kevin Alber   |                  |
| A Private Affair | Sequestrada para o Prazer | 1995 | Kevin Alber   | Brian Clemens    |
| Wild Nights | "Noites Selvagens"        | 1995 | Kevin Alber   | Noel Harrison    |
| Crazy Love | Rituais do Sexo           | 1995 | Kevin Alber   | Noel Harrison    |
| Seduction of Innocence | O Prazer da Sedução       | 1996 | Lev Spiro     | Lev Spiro        |
| In the Heat of Passion | Escrava Sexual            | 1996 | David Cove    | Edward Laraby    |
| Object of Desire | Flashbacks Eróticos       | 1996 | L. L. Shapira |                  |
| A Midsummer Night's Dream | Sonhos Eróticos           | 1997 | David Cove    | Thomas Roberdeau |